# Francesca Cima
Francesca Cima – włoska producent filmowa.

## Filmografia
- 2001: O jednego więcej
- 2004: Skutki miłości
- 2005: La Guerra di Mario
- 2005: Apnea
- 2007: II Passaggio della linea
- 2007: Dziewczyna z jeziora
- 2008: Boski
- 2009: Paszcza wilka
- 2009: Podwójna godzina
- 2010: Hai paura del buio
- 2011: La Kryptonite nella borsa
- 2011: II Gioiellino
- 2011: Wszystkie odloty Cheyenne’a
- 2012: La Nave dolce
- 2012: Benvenuto Presidente!
- 2013: Historia ruchu Slow Food
- 2013: Wielkie piękno

## Nagrody i nominacje
Została uhonorowana nagrodą BAFTA i nagrodą Davida di Donatello, a także otrzymała nominację do Europejskiej Nagrody Filmowej i trzykrotnie nagrody David di Donatello.